# Poètica (Aristòtil)
La Poètica (en grec: Περὶ ποιητικῆς, Perì poiêtikês, 'De la poètica') és una obra d'Aristòtil escrita al segle iv aC, entre la fundació de la seva escola a Atenes el 335 aC i la seva partida definitiva de la ciutat el 323 aC, un any abans de la seva mort. Hi desenvolupa les normes de l'art dramàtic. Sembla que estava concebuda per contenir dues parts, l'una centrada en la tragèdia i l'altra en la comèdia. Aquesta darrera va desaparèixer i del seu contingut només es poden fer suposicions a partir de la part conservada, fet que en va fer una icona cultural; com a tal apareix, per exemple, a la ficció d'El nom de la rosa, d'Umberto Eco.
A diferència d'altres escrits de l'autor, aquest llibre va ser escrit com a apunts personals, no amb la intenció de ser divulgat en la seva forma actual, és a dir, pertany a les obres aristotèliques tradicionalment conegudes com a esotèriques(o acroamàtiques).
El text és universalment reconegut en la tradició crítica occidental, "gairebé tots els detalls sobre aquesta obra fonamental ha despertat opinions divergents". Dels debats acadèmics sobre la Poètica, quatre han estat els més destacats. Aquests inclouen els significats de catarsi i hamartia, les unitats clàssiques i la pregunta per què Aristòtil sembla contradir-se entre els capítols 13 i 14.
El més antic dels còdexs que contenen el text de la Poètica (ja sense la Comèdia) és el còdex Parisinus 1141, escrit a la fi del segle x o principi del segle xi.

## Concepció de l'art
Per a Aristòtil, la poètica artística es basa en la imitació de la realitat (mimesi) amb l'objectiu d'aconseguir la catarsi de l'espectador que s'hauria d'identificar amb els esdeveniments que passen als personatges, que li fan sentir emocions reals, tot i saber que és ficció.
Aquestes emocions el «purifiquen», li serveixen com a desfogament i com a aprenentatge per a saber com reaccionar en situacions similars que es puguin presentar en la vida. Per aquest motiu, considera fonamental la versemblança del que es transmet, perquè si no és creïble no es pot produir la necessària identificació. Té, segons això, per a ell, una funció social, al contrari del que pensava Plató.

## La tragèdia
L'art que explora més a fons és la de la tragèdia. Es tracta d'una branca del teatre grec que imita personatges nobles o elevats. Aquests pateixen desgràcies, sovint lligades al destí, que provoquen la catarsi de les emocions de la por i la pietat en l'espectador, ja que no vol sofrir el que està presenciant (temor) i sent compassió pels infortunis dels protagonistes de l'obra.

## Traduccions catalanes
- Xavier Riu (text revisat, traducció i notes. Poètica Introducció.  Barcelona: Fundació Bernat MetgeL data= 2017.
- Poètica. Text i traducció J. Farrán i Mayoral. Barcelona: Fundació Bernat Metge, 1926.